# アラン・ムンロ
アラン・ムンロ（Alan Munro、1967年1月14日 - ）はイギリスの騎手である。香港における名前の中文表記は「文羅」。

## 経歴
若手時代にヨーロッパへ渡ったアメリカ合衆国の騎手スティーブ・コーゼンの影響を受け、アメリカ式の腰を低くする騎乗スタイルを身につけた。1991年に年間100勝を挙げるとともにジェネラスに騎乗してダービーステークスおよびキングジョージ6世&クイーンエリザベスダイヤモンドステークスを優勝。だが、その後は勝利数が落ち込むなど成績が低迷、香港に本拠地を移したが、低迷は続き一時騎手への情熱を失って休業しマーシャルアーツの修行に打ち込んだ。
2005年に騎手に復帰。同年60勝を挙げると翌2006年にはアラーファに騎乗してアイリッシュ2000ギニーおよびセントジェームズパレスステークスを優勝した。しかし同年8月に飛行機に搭乗して移動中に痙攣を発症。これがアランが過去に起こしたことのあったてんかんの発作であると一度は判断され、1年間を下限とする騎乗停止処分を受けた。その後2007年12月にイギリスで医療審査を受け痙攣はてんかんではなく低血圧によるものと認定され、処分は解除され翌2008年春に復帰した。
1994年、1995年および1999年には、JRAの短期騎手免許を利用して日本で騎乗。1994年の府中牝馬ステークスをホッカイセレスで優勝し、日本における初重賞制覇を果たす。2009年のマイルチャンピオンシップではエヴァズリクエストに騎乗するために来日、10年振りに中央競馬で騎乗した。
2010年、特別区競馬組合は地方競馬の短期免許が発行できれば10月から3ヶ月間南関東公営競馬で松浦裕之厩舎所属の形で騎乗すると発表し、この年より日本での舞台をJRAからNARに変えて騎乗していた。なお期間中の勝負服は胴赤・右青襷、袖白を使用。同年10月9日第11回大井競馬6日目第6競走C1四組五組条件戦をミラクルエースで優勝（2番人気）し、短期騎手免許取得後30戦目で初勝利をあげた。
2011年も同様に地方競馬の短期免許を受けて3ヶ月間南関東公営競馬で宮浦正行厩舎所属の形で騎乗している。11月2日、マイルグランプリをボクに騎乗して優勝し、地方重賞初優勝。
2012年からは騎乗の傍ら国際馬事学校特別講師を務め、後進の育成にあたっている。
2019年2月1日から5月31日まで韓国ソウル競馬場で期間限定騎乗を行っている。

## 主な優勝レース
- ダービーステークス（1991年 騎乗馬ジェネラス）
- キングジョージ6世&クイーンエリザベスステークス（1991年 騎乗馬ジェネラス）
- ワシントンDCインターナショナル（1992年 騎乗馬ゾーマン）
- クイーンエリザベス2世カップ（2000年 騎乗馬インダストリアリスト）
- アイリッシュ2000ギニー（2006年 騎乗馬アラーファ）
- セントジェームズパレスステークス（2006年 騎乗馬アラーファ）
- ノーフォークステークス（2006年 騎乗馬ダッチアート）
- リディアテシオ賞（2009年 騎乗馬エヴァズリクエスト）
- 府中牝馬ステークス（1994年 騎乗馬ホッカイセレス）
- イスパーン賞（1992年 騎乗馬ゾーマン）
- 香港チャンピオンズ＆チャターカップ（1997年 騎乗馬インディジェナス）
- アイリッシュダービー（1991年 騎乗馬ジェネラス）